# آنگلا مورتیمر
 آنگلا مورتیمر (انگلیسی: Angela Mortimer؛ زاده ۲۱ آوریل ۱۹۳۲) یک تنیس‌باز اهل بریتانیا است.